# Гай Гельвідій Приск
Гай Гельвідій Приск Молодший (лат. Gaius Helvidius Priscus; 55—96) — політичний діяч Римської імперії, консул-суфект 87 року.

## Життєпис
Походив з нобілів Гельвідіїв Присків. Син Гая Гельвідія Приска, філософа-стоїка й опозиціонера. Здобув гарну освіту. Замолоду став сенатором.
У 87 році його призначено консулом-суфектом разом з Гаєм Белліцієм Наталом Тебаніаном. Згодом відмовився від політики, мешкав у сільській місцині. Склав віршований памфлет з критикою влади, що викликало гнів імператора Доміціана. Гельвідія арештували, він помер у в'язниці у 96 році.

## Творчість
Був автором численних трагедій, теми які брав з римських та грецьких міфів. При цьому вони містили натяки на повсякденність. Окрім того, у доробку Гельвідія були віршовані памфлети проти влади. Дотепер не збереглося жодного твору — усі були знищені за наказом Доміціана. Про їх зміст відомо від істориків, зокрема Светонія, та давньоримських літераторів.

## Родина
Дружина — Антея
Діти:
- Публій Гельвідій Приск